# Puntate di Torbidi delitti

## Prima stagione
La prima stagione è stata trasmessa nel 2013.
| Titolo originale       | Titolo italiano              | Prima TV Originale | Prima TV Italiana |
| ---------------------- | ---------------------------- | ------------------ | ----------------- |
| Multiple Personalities | Personalità multiple         | 4 giugno 2013      |                   |
| Chain Reaction         | Un uomo per 4 omicidi        | 11 giugno 2013     |                   |
| Gospel Girl            | La corista e il motociclista | 18 giugno 2013     |                   |
| A Run for the Money    | Tutto per i soldi            | 25 giugno 2013     |                   |
| Drive Me Crazy         |                              | 2 luglio 2013      |                   |
| We Miss You Darling    |                              | 9 luglio 2013      |                   |

## Seconda stagione
La seconda stagione è stata trasmessa nel 2014.
| Titolo originale           | Titolo italiano                | Prima TV Originale | Prima TV Italiana |
| -------------------------- | ------------------------------ | ------------------ | ----------------- |
| White Supremacist Killings | Il caso della famiglia Mueller | 3 giugno 2014      |                   |
| While She Lay Sleeping     | Mentre dorme                   | 10 giugno 2014     |                   |
| Texas Killing Fields       | Omicidio sul Killing Fields    | 17 giugno 2014     |                   |
| Slings & Arrows            | Bersaglio mobile               | 24 giugno 2014     |                   |
| Love Squared               | Intrighi e tradimenti          | 1º luglio 2014     |                   |
| Death in an Orange Grove   | Morte in un aranceto           | 8 luglio 2014      |                   |
| The Wrong Turn             | Brutte compagnie               | 15 luglio 2014     |                   |
| The Chameleon Killer       | Il Camaleonte                  | 29 luglio 2014     |                   |
| Quilbillies                | In un piccolo paese            | 5 agosto 2014      |                   |
| Murky Affairs              | Affari sporchi                 | 12 agosto 2014     |                   |

## Terza stagione
La terza stagione è stata trasmessa nel 2015.
| Titolo originale                               | Titolo italiano                 | Prima TV Originale | Prima TV Italiana |
| ---------------------------------------------- | ------------------------------- | ------------------ | ----------------- |
| Out of the Swamp                               | Un mistero lungo vent'anni      | 12 agosto 2015     | 3 novembre 2015   |
| Good Friday, Deadly Friday                     | Venerdì Santo, venerdì di morte | 19 agosto 2015     | 3 novembre 2015   |
| Missouri River Murder / Murder in the Badlands | Omicidio nel Missouri           | 26 agosto 2015     | 10 novembre 2015  |
| Mississippi Black Widow                        | Una morte accidentale           | 2 settembre 2015   | 10 novembre 2015  |
| One for the Road                               | Un salto nel buio               | 9 settembre 2015   | 17 novembre 2015  |
| Murder on the Hudson                           | Omicidio sull'Hudson            | 16 settembre 2015  | 17 novembre 2015  |
| Murder in the Ozarks                           | Omicidio nell'Ozarks            | 23 settembre 2015  | 24 novembre 2015  |
| Murder of the Medic                            | Un passaggio a casa             | 30 settembre 2015  | 24 novembre 2015  |
| The Devil Down in Georgia                      |                                 | 7 ottobre 2015     | 1º dicembre 2015  |
| Goth Girl, Gone                                | Il caso di Amie Riley           | 14 ottobre 2015    | 1º dicembre 2015  |

## Quarta stagione
La quarta stagione è stata trasmessa nel 2016.
| Titolo originale      | Titolo italiano | Prima TV Originale | Prima TV Italiana |
| --------------------- | --------------- | ------------------ | ----------------- |
| A Dark Place to Die   |                 | 16 agosto 2016     | 23 gennaio 2017   |
| Down the Canal        |                 | 16 agosto 2016     | 23 gennaio 2017   |
| Misty River           |                 | 23 agosto 2016     | 30 gennaio 2017   |
| River Monster         |                 | 30 agosto 2016     | 30 gennaio 2017   |
| Shoeprints in the Mud |                 | 13 settembre 2016  | 7 febbraio 2017   |
| Dark Water            |                 | 27 settembre 2016  | 7 febbraio 2017   |
| In Too Deep           |                 | 4 ottobre 2016     | 14 febbraio 2017  |
| Rocky Waters          |                 | 11 ottobre 2016    | 14 febbraio 2017  |
| What Lies Beneath     |                 | 18 ottobre 2016    | 21 febbraio 2017  |
| Oasis of Death        |                 | 18 ottobre 2016    | 21 febbraio 2017  |

## Quinta stagione
La quinta stagione è stata trasmessa nel 2017.
| Titolo originale           | Titolo italiano              | Prima TV Originale | Prima TV Italiana |
| -------------------------- | ---------------------------- | ------------------ | ----------------- |
| Wrong Side of the Tracks   | Lungo le sponde del Missouri | 19 agosto 2017     | 2 febbraio 2018   |
| Secret Rendezvous          | Un tragico destino           | 26 agosto 2017     | 2 febbraio 2018   |
| What Happened In the Woods | Cos'è successo nel bosco?    | 2 settembre 2017   | 9 febbraio 2018   |
| Lethal Attraction          | Attrazione fatale            | 9 settembre 2017   | 9 febbraio 2018   |
| Deadliest Catch            | La pesca fatale              | 16 settembre 2017  | 16 febbraio 2018  |
| Stranger in the Night      | L'incontro mortale           | 23 settembre 2017  | 16 febbraio 2018  |
| Mystery at Palm Beach      | Mistero a Palm Beach         | 30 settembre 2017  | 23 febbraio 2018  |
| Point of No Return         | Punto di non ritorno         | 7 ottobre 2017     | 23 febbraio 2018  |
| Lost Highway               |                              | 14 ottobre 2017    | 1º marzo 2018     |
| Double-Crossed             |                              | 21 ottobre 2017    | 1º marzo 2018     |